# Daud Muzamil
Muhammad Daud Muzamil (paschtunisch ملا محمد داود مزمل; gestorben 9. März 2023) war Gouverneur der Provinz Balch im Islamischen Emirat Afghanistan und islamischer Rechtsgelehrter. Davor war er ab September 2021 Gouverneur der Provinz Nangarhar.  Er war Mitglied der Taliban.
Muzamil wurde Anfang März 2023 bei einem Selbstmordanschlag getötet, der während eines Treffens in seinem Büro im Provinzamt von Balch stattfand. Mit ihm wurden zwei anderen Menschen getötet. Der IS hat die Verantwortung für den Angriff übernommen.